# Sumpgräsfågel
Sumpgräsfågel (Bradypterus baboecala) är en fågel i familjen gräsfåglar inom ordningen tättingar. Den förekommer i våtmarker i Afrika söder om Sahara. Beståndet anses vara livskraftigt.

## Utseende och läte
Sumpgräsfågeln är en anspråkslöst tecknad tätting med relativt lång stjärt och lång näbb. Fjäderdräkten varierar geografiskt, där ryggen kan vara mörkbrun eller rostbrun och undersidan mer eller mindre streckad. Sången inleds med långsamma och tvekande mörka toner som ökar i hastighet och avslutas av en drill som framkallas av att fågeln slår ihop vingarna med en otrolig hastighet. Den varierande streckningen på bröstet skiljer den från rörsångare. Arten är mycket lik berggräsfågeln, men överlappar endast begränsat i utbredning och sumpgräsfågelns sång är mycket mörkare.

## Utbredning och systematik
Sumpgräsfågel delas in i åtta underarter med följande utbredning:
- Bradypterus baboecala chadensis – västra Tchad
- Bradypterus baboecala abyssinicus – Etiopien
- Bradypterus baboecala tongensis – sydöstra Kenya till östra Sydafrika
- Bradypterus baboecala msiri – östra Angola och sydöstra Demokratiska republiken Kongo till norra och västra Zambia och nordöstra Botswana; eventuellt även Ghana till Kamerun
- Bradypterus baboecala benguellensis – västra Angola
- Bradypterus baboecala transvaalensis – centrala Zimbabwe till Lesotho och östra Sydafrika
- Bradypterus baboecala baboecala – södra Sydafrika

Tidigare behandlades berggräsfågel (Bradypterus centralis) som en underart till sumpgräsfågel.

### Familjetillhörighet
Gräsfåglarna behandlades tidigare som en del av den stora familjen sångare (Sylviidae). Genetiska studier har dock visat att sångarna inte är varandras närmaste släktingar. Istället är de en del av en klad som även omfattar timalior, lärkor, bulbyler, stjärtmesar och svalor. Idag delas därför Sylviidae upp i ett flertal familjer, däribland Locustellidae.

## Levnadssätt
Sumpgräsfågeln hittas i vegetation i våtmarker som vass och papyrus. Den är som andra arter i familjen mycket skygg och tillbakadragen. Den ses oftast när den sjunger från en sittplats eller i en kort sångflykt.

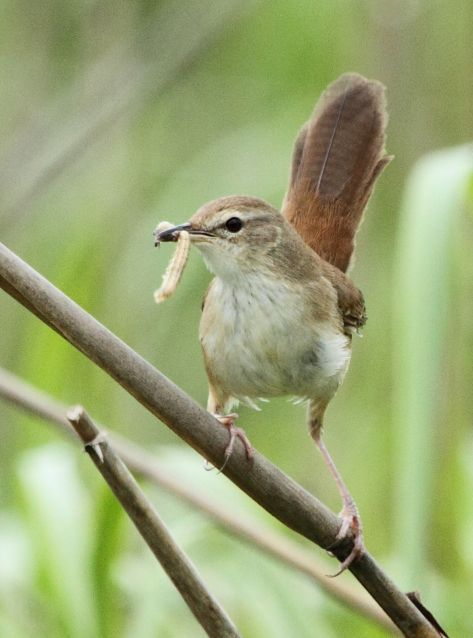
Sumpgräsfågel med föda till ungar.

## Status och hot
Arten har ett stort utbredningsområde och en stor population med stabil utveckling och tros inte vara utsatt för något substantiellt hot. Utifrån dessa kriterier kategoriserar internationella naturvårdsunionen IUCN arten som livskraftig (LC). Världspopulationen har inte uppskattats.